# Котень (Джурджу)
Котень, Котені (рум. Coteni) — село у повіті Джурджу в Румунії. Входить до складу комуни Булбуката.
Село розташоване на відстані 25 км на південний захід від Бухареста, 46 км на північ від Джурджу.

## Населення
За даними перепису населення 2002 року у селі проживали 16 осіб, усі — румуни. Усі жителі села рідною мовою назвали румунську.